# Martin Matin
 (juin 2022).
Si vous disposez d'ouvrages ou d'articles de référence ou si vous connaissez des sites web de qualité traitant du thème abordé ici, merci de compléter l'article en donnant les références utiles à sa vérifiabilité et en les liant à la section « Notes et références ».
Martin Matin est une série télévisée d'animation française en 160 épisodes de 13 minutes, créée par Denis Olivieri, Claude Prothée et Luc Vinciguerra, réalisé par Jacky Bretaudeau et produite par les Cartooneurs associés et la Shanghai Jinri Société de l'animation, diffusée à partir du 25 août 2003 sur France 3. Rediffusion dans Debout les Zouzous et Ludo sur France 5 et sur Télétoon. Au Québec, la série a été diffusée à partir du 2 septembre 2003 dans le bloc Vrak Junior,.

## Synopsis
Tous les matins, Martin, un jeune garçon, se réveille en se demandant ce que va lui réserver sa journée. En effet, tous les matins il devient quelqu'un ou quelque chose. Il est ainsi roi, vampire, fille, triplé (deux autres Martin sont apparus, un bon, un mauvais), magicien, ou même homme préhistorique.

## Fiche technique
- Production déléguée : Denis Olivieri
- Réalisation : Jacky Bretaudeau
- Direction littéraire : Claude Prothée
- Direction artistique : Denis Olivieri
- Directeur de l'animation : Jacky Bretaudeau
- Musique : Didier Riey et Gérald Roberts

## Distribution
- Gwenaël Sommier : Martin Matin (1re voix, saison 1)
- Gwenaëlle Jegou : Martin Matin (2e voix, saisons 2 et 3), voix additionnelles (saison 4)
- Kaycie Chase : Martin Matin (3e voix, saison 4)
- Brigitte Lecordier : Gromo, voix additionnelles
- Kelly Marot : Roxane
- Sophie Arthuys : Roméo, Noémie, Alexandra, Benoît, voix additionnelles
- Jean-Claude Donda : Justin Matin, Monsieur Cornichon, voix additionnelles
- Roger Carel : Monsieur Grindsel (1re voix, saisons 1 à 3) / voix additionnelles (saisons 1 à 3)
- Philippe Ariotti : Monsieur Grindsel (2e voix, saison 4), voix additionnelles (saison 4)
- Brigitte Virtudes : Aurore Matin, Madame Bourdon, Jacqueline Vinaigre, voix additionnelles
- Eric Missoffe : Baba
- Jean-François Kopf (saison 3), Patrice Dozier, Vincent Ropion, Sophie Baranes, Antoine Tomé, Benoît Allemane, Alexandre Aubry, Emmanuel Curtil, François Jerosme, Bernard Métraux, Catherine Privat (saison 4) : voix diverses

## Personnages

### Principaux
- Martin Matin est un garçon de neuf ans qui, tous les matins, subit une transformation. Il ne le vit pas très bien et aimerait devenir un garçon normal. Son amoureuse est Roxane et son meilleur ami est Gromo.
- Gromo est le meilleur ami de Martin. Contrairement à lui, il apprécie les transformations de Martin et les aventures que ces dernières déclenchent.
- Roxane est la première de sa classe. Mais c'est également l'amoureuse de Martin. Elle est protectrice à son sujet mais également jalouse quand une autre fille s'approche de lui (des fois, elle qualifie ces filles de pimbêches).

### Secondaires
- M. Cornichon est le directeur de l'école de Martin. Il devra souvent avoir affaire à Martin et à son ami Gromo car il les recevra régulièrement dans son bureau.
- Mme Bourdon est la maîtresse de Martin et de ses copains. Elle reproche souvent à Martin de ne pas assister aux cours.
- Les parents de Martin (Justin et Aurore) Ils sont quasiment toujours vus les matins au début des épisodes et constatent toujours avec surprise les nouvelles transformations physiques de leur fils et aident aussi à le rassurer.

### Antagonistes
- M. Raoul Graindesel est le conseiller principal d'éducation de l'école de Martin. Il espère un jour prendre la place du directeur car celui-ci souhaiterait punir Martin par rapport à ses transformations quotidiennes. Pour tenter de devenir le directeur de l'école de Martin Matin, il envoie des lettres à un inspecteur d'académie. Il a l'air de détester Gromo et Martin et il n'apprécie pas non plus M. Cornichon.
- Roméo est le rival de Martin et ne perd jamais une occasion de se moquer de lui.

## Épisodes
Cette section comporte la liste des épisodes ainsi que les transformations de Martin

### Première saison (2003)
1. Tout feu, tout flamme (Dragon protecteur d’un trésor sous l’école)
2. Le Chien jaune (Aucune transformation ; un chien jaune anthropomorphe, drôle et maladroit accompagne Martin durant toute la journée.)
3. Super Martin ! (Super-héros)
4. Copain copie ! (Aucune transformation ; Martin se réveille avec deux copies de lui, un gentil et un mauvais Martin.)
5. Martin 1er (Roi)
6. Cromignon (Homme préhistorique)
7. Nosfémartin (Vampire)
8. Martin revient de loin (Extraterrestre)
9. C'est pas sorcier (Prince)
10. À bon enchanteur salut (Enchanteur)
11. Martin 008 (Agent secret)
12. Martin entre dans la danse (Fille)
13. Martin l'Égyptien (Pharaon)
14. Un bon petit diable (Démon)
15. Martin en haut de l'affiche (Célébrité)
16. Jurassik aventure (Aucune transformation, un jeune dinosaure accompagne Martin durant toute la journée.)
17. Un odieux enlèvement (Mousquetaire)
18. L'Héritier - Un amour de fantôme (Écossais)
19. Comme trois pommes (Petit homme)
20. Sherlock Martin (Sherlock Holmes)
21. Martin a du génie (Aladin), accompagné d'un génie de la lampe
22. C'est trop robot pour être vrai (Robot)
23. Martin des bois (Robin des Bois)
24. Philtre d'amour (Sorcière)
25. Martin circus (Dresseur de lions accompagné d'un lion qui a fugué)
26. Rien ne va plus (Aucune transformation ; des malheurs se succèdent au cours de la journée pour Martin.)
27. Quand Mamie m’aimait (Personne âgée)
28. Mission impossible (Téléporteur)
29. Énigme à la clé (Aucune transformation ; Martin se réveille avec une clé autour du cou.)
30. Une fille en trop (Aucune transformation ; une fille amoureuse de Martin l'accompagne au-cours de la journée.)
31. Honorable maître Martin (Maître de kung-fu)
32. Martin la bourlingue (Pirate)
33. Martin pompier (Pompier)
34. Martin chevalier (Chevalier)
35. Complètement à l'Ouest (Cow-boy)
36. Vous avez dit normal ? (Aucune transformation pour Martin ; toutes les autres personnes sont transformées en insectes dans son cauchemar, mais la fin, il se transforme lui-même en insecte.)
37. Merci gourou (Apprenti-fakir)
38. Ennemi public n°1 (Prisonnier)
39. À Thor ou à raison (Viking)
40. Saturne pas rond (Astronaute)
41. C’est pas du cinéma (Acteur)
42. Lutin taquin (Lutin)
43. Où es-tu Père Noël ? (Père Noël)
44. Vilain petit canard (Canard)
45. Martin tsoin tsoin ! (Clown)
46. Trois travaux et demi (Hercule)
47. Dans la lucarne (Footballeur)
48. Monstrueusement vôtre (Monstre de Frankenstein)
49. Arène d’un jour (Gladiateur)
50. Salut pantin (Pantin)
51. Sacré bonhomme (Bonhomme de neige)
52. Opération glaçon (Météorologue)

### Deuxième saison (2006)
1. Martin mène l'enquête (Détective privé)
2. Mauvaise bague pour Grindsel (passe-muraille)
3. Ah les crocodiles ! (Indiana Jones)
4. Martin et la sirène (Nemo)
5. Bonjour Madame la Fée (fée)
6. Un Martin très effacé ! (fantôme)
7. Martin alchimiste (alchimiste)
8. Martin est sioux (sioux)
9. Martin reporter (journaliste)
10. Martin devine tout (Médium)
11. Martin soigne son gauche ! (Sportif)
12. Martin fou du Roi (Bouffon)
13. Martin et la classe tous risques (alien)
14. En vers et contre tous (Ménestrel)
15. Sale temps pour Sultan (Martin porte une combinaison futuriste et un skate à voyager dans le temps, c'est Sultan qui va l'essayer)
16. Tarzan de bon matin (Tarzan)
17. Aux marches du palais (Aristocrate)
18. Martin est bon prince ! (Prince)
19. Martin a de l'avenir (Aucune transformation. Martin se réveille dans l'avenir)
20. Quelle Odyssée ! (Soldat grec)
21. Martin est bon soldat (jouet)
22. Tout sourit à Martin ! (souris)
23. Le Couvre-chef magique (druide)
24. Gare aux momies (momie)
25. Martin n'a peur de rien (héros de conte de fée)
26. Zizanie dans la galaxie (extra-terrestre)

### Troisième saison (2008)
1. Abracadabrax perd ses illusions (illusionniste)
2. Le Voleur d'iceberg (inuit)
3. Galette surprise (chaperon rouge)
4. Martin, c'est gonflé (marquis se déplaçant en montgolfière)
5. Les Toqués de la cuisine (chef cuisinier)
6. Martin Maître du jeu (valet de cœur)
7. Martin se met au vert ! (épouvantail)
8. Félicitations Monsieur le directeur ! (directeur d'école)
9. Martin et le Knax (Aucune transformation. Martin parle aux animaux.)
10. Ali Martin est malin (génie)
11. Ça plane pour Martin (aviateur)
12. Un gorille s'est échappé ! (gorille)
13. Docteur Martin, rigolothérapeute (docteur humoriste)
14. Capitaine Martin Martinus (capitaine de bateau)
15. Martin l'abeille est fine mouche ! (abeille)
16. Gare à la casse (croisé)
17. Les Irrésistibles (acteur)
18. Champion Martin (athlète)
19. Le Trésor de Tapavu-Cétoukoulé (chercheur de trésor)
20. La Planète des chiens (agent de sécurité)
21. Martin la main verte (botaniste)
22. Ça s'invente pas ! (inventeur)
23. Un sacré filon (chercheur d'or)
24. Professeur Martin, ufologue (professeur spécialisé dans les recherches extraterrestres)
25. Le Milliardaire (milliardaire)
26. L'Ogre de Virauvent (ogre)

### Quatrième saison (2018)
1. Martin et les pharaons fâchés (Égyptologue)
2. À bout de souffle (Dragon)
3. Martin Garou (Loup-garou)
4. Drôle d'oiseau (Soigneur en parc animalier)
5. Martin et le dieu Viking (Viking)
6. Magic Martin (Champion de Basket)
7. Le mécano de la présidente (Mécanicien)
8. La petite fée à lunettes (Prince)
9. Martin et les astéroidiens (Astronaute)
10. Martin capitaine du Gigantic (Commandant de bateau)
11. Martin océanographe (Océanographe)
12. Martin sait tout (Aucun changement : Martin est devenu très intelligent)
13. Une Saint-Valentin pas ordinaire (Conducteur de métro)
14. Un trésor inattendu (Spéléologue)
15. Minus Martin (Insecte)
16. Martin corsaire malgré lui (Corsaire)
17. Martin et les esprits frappés (Chasseur de fantômes)
18. Martin pilote d'essai (Pilote d'essai d'avions)
19. Lucky Martin (cow-boy)
20. Martin et le parfum de Morphée (Aucun changement : perte de l'odorat)
21. Martin Hyper Geek (Informaticien)
22. Martin et les haricots magiques (Jack de Jack et le haricot magique)
23. Martin messager des dieux (Hermès)
24. Tiki Tiki Martin (Polynésien)
25. Martin et la créature du lac (Créature aquatique)
26. Il faut sauver Francette (Fermier)
27. Martin Crusoé (Robinson Crusoé)
28. Une baguette un peu trop magique (Chef d'orchestre)
29. Martin sur le sentier de la paix (Indien)
30. Martin et la grue gratte-ciel (Ouvrier du bâtiment)
31. Martin Da Vinci (Disciple de Léonard de Vinci)
32. Martin de la table ronde (Chevalier)
33. Préhistoire de rire (Tout le monde est dans la Préhistoire)
34. Coquins de sorts (Sorcière)
35. Martin alias Masque noir (Cambrioleur)
36. La planète des robots (Robot)
37. Souffleter n'est pas jouer (Mousquetaire)
38. Martin et les glouglous des égouts (Égoutier)
39. Le Mystère Bouledegomme (Cornac)
40. Martin et la muse du musée (Gardien de musée)
41. Martin contre les Zarglons (Défenseur de la galaxie)
42. Une drôle de bergère! (Bergère)
43. Martin SOS 118 (Agent secret)
44. Martin donne de la voix (Chanteur d'opéra)
45. Martin et le chaudron d'or (Leprechaun)
46. Martin et le Miminotaure (Héros de la Grèce antique)
47. Martin Matou (Chat botté)
48. À vos souhaits (Ninja)
49. Martin et le Tao du roi singe (Maître Shaolin)
50. Martin Magicien (Enchanteur)
51. Martin Bûcheron (Bûcheron)
52. Martin et le cirque aux bêtises (Garde du corps)

## Sorties vidéos
| Épisodes | Support | Titre                | Date de sortie   | Commentaires |
| -------- | ------- | -------------------- | ---------------- | ------------ |
| 8        | DVD (1) | Tout feu tout flamme | 23 novembre 2005 | Volume 1     |
| 8        | DVD (1) | Martin l'Égyptien    | 23 novembre 2005 | Volume 2     |
| 8        | DVD (1) | Le Génie             | 6 décembre 2006  | Volume 3     |
| 8        | DVD (1) | Martin Circus        | 6 décembre 2006  | Volume 4     |

## Produits dérivés

### Albums
Une série de soixante histoires en bandes dessinées, reprenant les épisodes de la série télévisée, apparaissent dans le mensuel Mes premiers J'aime lire et seront publiés pendant 5 ans par Bayard Jeunesse ; parallèlement, 2 albums de bandes dessinées de 46 pages chacun seront créés entre 2005 et 2006, l'écriture en étant confiée à Claude Prothée et le dessin au réalisateur du dessin animé, Jacky Bretaudeau.
| Tome | Titre                            | Date de sortie  |
| ---- | -------------------------------- | --------------- |
| 1    | Martin Matin                     | 6 janvier 2005  |
| 2    | Martin Matin : Réveil surprise ! | 12 janvier 2006 |